# San Luis (Agusan del Sur)
Pour les articles homonymes, voir San Luis.
San Luis est une municipalité de la province d'Agusan del Sur, aux Philippines.